# مسجد كامبونج لابو
مسجد كامبونج لابو يقع مسجد في منطقة كامبونج لابو العقارية، والتي تبعد حوالي ستة عشر كيلومتر من مدينة بانجر في بروناي .

## البناء
تم بناء مسجد كامبونج لابو في عام 1980، على موقع أرض مساحتها 0.94 فدان، واكتمل البناء في عام 1981، وقد استخدم المسجد لأول مرة في يوم الاثنين السابع والعشرين من شهر ديسمبر من عام 1981 .

## الافتتاح
افتتح مسجد كامبونج لابو رسميا من قبل معالي الأستاذ حاجي أوانغ محمد زين بن حاجي هيروواين مدير الشؤون الدينية في حكومة بروناي دار السلام في ذلك الوقت، وكان ذلك في التاسع والعشرين من شهر محرم من عام 1402 هـ الموافق الثامن عشر من شهر أكتوبر من عام 1982 .

## استيعاب المسجد
يستوعب المسجد لمامجموعة حوالي 200 مصلي في وقت واحد.